# Reverso (logiciel)
Pour les articles homonymes, voir Reverso.
Reverso est une gamme d'applications et de sites pour traduire, rédiger et progresser dans sa maîtrise des langues. Ces applications utilisent l'intelligence artificielle et contiennent traduction en contexte, dictionnaires bilingues, synonymes, conjugaison de verbes, grammaire interactive, correction d'orthographe et de grammaire, traduction automatique neuronale, flashcards et quiz.  

## Historique
Présent depuis 20 ans dans le secteur de la traduction instantanée et des outils de traitement du langage naturel (NLP), Reverso a collaboré à plusieurs projets de recherche financés par l'Union européenne ou d'autres. Par exemple Flavius (devenu Reverso Documents), qui vise à traduire (avec une partie automatique et une potentielle révision manuelle) des sites ou des documents et à les faire connaitre à l'échelle internationale.

## Services et fonctionnalités

### Conjugaison
L'outil de conjugaison conjugue tout verbe en français, anglais, allemand, espagnol, italien, portugais, arabe, japonais, russe ou hébreu à partir de n'importe quelle forme : infinitif ou forme fléchie. Il propose également la conjugaison des verbes pronominaux ou composés.

### Reverso Grammaire
Reverso Grammaire est un site interactif, accessible depuis un menu ou par des options de recherche qui répondent aux questions sur les structures de phrases, les accords, les participes, les homophones, les homonymes, les mots souvent confondus.

### Reverso Context
Reverso Context est une application qui combine de très gros corpus bilingues (big data) et l'apprentissage automatique (machine learning),. S'appuyant sur des millions de textes déjà traduits et des algorithmes précis de découpage et d'alignement, elle propose des traductions précises et variées, avec des exemples tirés de documents authentiques. Reverso Context s'utilise sur son ordinateur, directement dans son navigateur ou sur une application mobile gratuite.

### Reverso Documents
Reverso Documents est issu du projet européen Flavius, qui a réuni six sociétés européennes. Cet outil permet de faire la traduction de fichiers complets en plus de 26 langues. Il est possible de choisir parmi plusieurs formats de fichiers : .docx, .xlsx, .pptx, HTML, .txt, CSV et Java.[réf. nécessaire]